# Kabinett Kallio II
Das Kabinett Kallio II war das 13. Kabinett in der Geschichte Finnlands. Es amtierte vom 31. Dezember 1925 bis zum 13. Dezember 1926. Beteiligte Parteien waren Landbund (ML) und Nationale Sammlungspartei (KOK).

## Minister
| Ressort                                   | Name                | Partei | Amtszeitbeginn    | Amtszeitende      |
| ----------------------------------------- | ------------------- | ------ | ----------------- | ----------------- |
| Ministerpräsident                         | Kyösti Kallio       | ML     | 31. Dezember 1925 | 13. Dezember 1926 |
| Äußeres                                   | Eemil Nestor Setälä | KOK    | 31. Dezember 1925 | 13. Dezember 1926 |
| Justiz                                    | Urho Castrén        | KOK    | 31. Dezember 1925 | 13. Dezember 1926 |
| Inneres                                   | Gustaf Ignatius     | KOK    | 31. Dezember 1925 | 13. Dezember 1926 |
| Verteidigung                              | Leonard Hjelmman    | KOK    | 31. Dezember 1925 | 13. Dezember 1926 |
| Finanzen                                  | Kyösti Järvinen     | KOK    | 31. Dezember 1925 | 13. Dezember 1926 |
| Bildung                                   | Lauri Ingman        | KOK    | 31. Dezember 1925 | 13. Dezember 1926 |
| Landwirtschaft                            | Juho Sunila         | ML     | 31. Dezember 1925 | 13. Dezember 1926 |
| stellvertretender Landwirtschaftsminister | Vihtori Vesterinen  | ML     | 31. Dezember 1925 | 13. Dezember 1926 |
| Verkehr und öffentliche Arbeiten          | Juho Niukkanen      | ML     | 31. Dezember 1925 | 13. Dezember 1926 |
| Handel und Industrie                      | Tyko Reinikka       | ML     | 31. Dezember 1925 | 13. Dezember 1926 |
| Soziales                                  | Kalle Lohi          | ML     | 31. Dezember 1925 | 13. Dezember 1926 |